# Selhurst Park
Il Selhurst Park è uno degli impianti sportivi di Londra, in Inghilterra, ed è situato nel sobborgo di South Norwood, all'interno del quartiere di Croydon. È di proprietà di Simon Jordan, e viene attualmente utilizzato dal Crystal Palace F.C. per le sue partite casalinghe. La sua capacità di 25.073 posti a sedere ne fa il 31º stadio inglese più grande.

## Storia

### La fondazione e i primi anni
Nel 1922 il terreno venne acquistato dalla Brighton Railway Company per £2,570. Lo stadio (progettato dall'ingegnere scozzese Archibald Leitch) venne costruito dalla Humphreys of Kensington per circa £30,000 e fu ufficialmente inaugurato dal sindaco di Londra il 30 agosto 1924. Inizialmente c'era una sola gradinata (l'attuale "Main Stand", gradinata principale). Il Crystal Palace giocò il suo primo incontro davanti a 25.000 spettatori, perdendo contro il Sheffield Wednesday.
Due anni dopo, nel 1926, la nazionale inglese giocò contro il Galles nel nuovo stadio. Altre partite della nazionale inglese vennero giocate al Selhurst Park, oltre a diversi sport come la boxe e il cricket. Vennero organizzati anche concerti musicali a partire dagli anni ottanta. Inoltre, ospitò due partite delle Olimpiadi 1948.
Nel 1953 i primi riflettori dello stadio vennero installati e vennero successivamente aggiornati negli anni. Il Real Madrid giocò la prima gara in notturna con i nuovi riflettori, in un match storico che vide la prima partita londinese dei "blancos".

### Il secondo dopoguerra
Il terreno di gioco rimase lo stesso fino al 1969, quando il Palace venne promosso nella Division one per la prima volta. Per l'occasione venne costruita una nuova gradinata, che venne dedicata ad Arthur Wait, all'epoca il più longevo presidente della società londinese. Wait vide la cavalcata del Palace dalla Quarta alla Prima Divisione durante gli anni sessanta. La Whitehorse Lane ebbe così una nuova veste, con una moderna gradinata.
A causa delle norme di sicurezza, la gradinata Holmesdale Road (o "Kop", altro nome con cui era conosciuta) dovette essere divisa in tre settori e per questo i servizi per il pubblico vennero costruiti nelle altre due parti. Nell'estate 1981 la gradinata principale venne dotata di posti a sedere.
Sempre nel 1981, il Palace vendette il retro della gradinata in Whitehorse Lane ai supermarket Sainsbury's per £2m, in modo da sopperire ai problemi finanziari del club, e per questo la misura della gradinata venne dimezzata quando riaprì.

### Il Selhurst Park ospita altre squadre
Il Charlton Athletic F.C. si spostò temporaneamente al Selhurst Park nel 1985 e diventò con il Palace il primo club britannico ad aderire ad un tale progetto di utilizzo per uno stadio.
Nell'estate 1990, la metà inferiore della gradinata Arthur Wait venne modernizzata completamente con posti a sedere, grazie all'assistenza economica del Football Trust Grant Aid. Due nuove file vennero costruite sopra la gradinata Whitehorse Lane, sul tetto del supermercato Sainsbury's nel 1991, e successivamente vennero coperte e fornite di posti a sedere nel 1993.
Il Charlton tornò al The Valley attraverso l'Upton Park del West Ham e il Wimbledon FC lo rimpiazzò al Selhurst Park nel 1991. La gradinata Holmesdale venne demolita nel 1994 e venne sostituita un anno più tardi da due anelli con capacità di 8.500 spettatori. Il rivestimento del tetto della gradinata principale venne sostituito, a causa delle crepe che facevano passare l'acqua piovana.
Quando Mark Goldberg comprò il Crystal Palace, comprò solamente il club e il vecchio presidente della squadra, Ron Noades, rimase proprietario dello stadio. L'attuale presidente Simon Jordan nel 2000, acquistò club e continuò a pagare l'affitto a Noades.. Il Wimbledon FC tornò al Milton Keynes nel 2003.

### La situazione attuale
Il presidente del Palace, Simon Jordan, ha fatto pubblico il suo interesse ad acquistare completamente il Selhurst Park. A gennaio 2008 la proprietà del campo è del Selhurst Park Limited, una società che è a sua volta posseduta da altre società, incluse la HBOS e altre che fanno parte dell'impero Rock Property posseduto da Paul Kemsley, un dirigente del Tottenham Hotspur. Gli interessi finanziari perseguiti da Simon Jordan nell'acquisto dello stadio sono ancora sconosciuti.

## Spettatori

### Media-spettatori
| Stagione | Spettatori in media | Campionato                   | Note   |
| -------- | ------------------- | ---------------------------- | ------ |
| 2015-16  | 24.636              | Premier League               | [ 1 ]  |
| 2014-15  | 24.421              | Premier League               | [ 2 ]  |
| 2013-14  | 24.375              | Premier League               | [ 3 ]  |
| 2012-13  | 17.280              | Football League Championship | [ 4 ]  |
| 2011-12  | 15.219              | Football League Championship | [ 5 ]  |
| 2010-11  | 15.351              | Football League Championship | [ 6 ]  |
| 2009-10  | 14.945              | Football League Championship | [ 7 ]  |
| 2008-09  | 15.220              | Football League Championship | [ 8 ]  |
| 2007-08  | 16.030              | Football League Championship | [ 9 ]  |
| 2006-07  | 17.541              | Football League Championship | [ 10 ] |
| 2005-06  | 19.457              | Football League Championship | [ 11 ] |
| 2004-05  | 24.108              | Premier League               | [ 12 ] |

### Record
Il numero più alto di spettatori al Selhurst Park venne toccato nel 1979, quando 51.801 persone videro il Palace battere il Burnley F.C. 2-0 e raggiungere la Football League Second Division. Il campo detiene anche il record per il numero di spettatori della Quarta Divisione (adesso League Two), quando il Crystal Palace giocò contro il Millwall davanti a 37.774 persone.
Il campo detiene anche il record della partita di calcio inglese vista da più persone. Questo per il debutto dei primi giocatori cinesi nel calcio inglese, Sun Jihai e Fan Zhiyi, avvenuto nel 1998.